# Parçay-sur-Vienne
Parçay-sur-Vienne is een gemeente in het Franse departement Indre-et-Loire (regio Centre-Val de Loire) en telt 530 inwoners (1999). De plaats maakt deel uit van het arrondissement Chinon.

## Geografie
De oppervlakte van Parçay-sur-Vienne bedraagt 19,1 km², de bevolkingsdichtheid is 27,7 inwoners per km².
De onderstaande kaart toont de ligging van Parçay-sur-Vienne met de belangrijkste infrastructuur en aangrenzende gemeenten.

## Demografie
Onderstaande figuur toont het verloop van het inwonertal (bron: INSEE-tellingen).